# Spoorlijn Appenweier - Bad Griesbach
De spoorlijn Appenweier - Bad Griesbach ook wel Renchtalbahn genoemd is een Duitse spoorlijn als lijn 4262 onder beheer van DB Netze.

## Geschiedenis
Het traject tussen Appenweier en Oppenau werd door de Renchthal-Eisenbahn-Gesellschaft op 1 juni 1876 geopend.
De Renchthal-Eisenbahn-Gesellschaft werd op 31 mei 1909 overgenomen door de Badische Staatseisenbahnen
Het traject tussen Oppenau en Bad Griesbach werd door de Deutsche Reichsbahn in fases geopend:
- 28 november 1928: Oppenau - Bad Peterstal
- 23 mei 1933: Bad Peterstal - Bad Griesbach

## Treindiensten

### Ortenau-S-Bahn
De Ortenau-S-Bahn (OSB) verzorgt sinds 1998 het personenvervoer op dit traject met RB-treinen van het type Regio-Shuttle.

## Aansluitingen
In de volgende plaatsen is of was er een aansluiting van de volgende spoorlijnen:

### Offenburg
- Rheintalbahn, spoorlijn tussen Mannheim en Basel
- Schwarzwaldbahn, spoorlijn tussen Offenburg en Singen
- HSL Karlsruhe – Basel, spoorlijn tussen Karlsruhe en Bazel

### Appenweier
- Rheintalbahn, spoorlijn tussen Mannheim en Basel
- Europabahn, spoorlijn tussen Appenweier en Straatsburg